# Plochodrážní stadion Mšeno
Plochodrážní stadion Mšeno – stadion piłkarsko-żużlowy w mieście Mšeno, w Czechach. Został otwarty w 1957 roku. Może pomieścić 500 widzów. Obiekt użytkowany jest przez żużlowców klubu PDK Mšeno oraz piłkarzy zespołu SK Mšeno. Długość toru żużlowego na stadionie wynosi 354 m, jego szerokość na prostych to 10 m, a na łukach 15 m. Tor żużlowy wyposażony jest w sztuczne oświetlenie.
Budowa stadionu rozpoczęła się w 1956 roku. Początkowo obiekt miał posiadać bieżnię lekkoatletyczną, ale w trakcie budowy zmieniono plany i zamiast bieżni, wokół boiska piłkarskiego powstał tor żużlowy. Pierwsze zawody na obiekcie rozegrano w 1957 roku. Do końca lat 60. XX wieku tor był często użytkowany, później jednak opustoszał. Do życia przywrócili go w latach 70. XX wieku żużlowcy Rudej Hvězdy Praga, których obiekt (Markéta) był remontowany. Ruda Hvězda, wraz z miejscowym TJ Sokol Mšeno, organizowała zawody na tym stadionie do lat 90. XX wieku. Wtedy przejął go prywatny inwestor, Jiří Opočenský, który stworzył nowy zespół żużlowy Oliba Mšeno. W 1997 roku na torze odbył się finał Indywidualnych Mistrzostw Świata Juniorów. W tym samym roku Oliba Mšeno zakończyła jednak swoją działalność. Nową drużynę żużlowców utworzono w roku 1999 przy klubie SK Mšeno. W 2005 roku na arenie rozegrano finał Indywidualnych Mistrzostw Europy Juniorów. Obecnie ze stadionu korzystają żużlowcy drużyny PDK Mšeno oraz piłkarze klubu SK Mšeno.